# Capra cu trei iezi
„Capra cu trei iezi” este o poveste-basm scrisă de Ion Creangă și publicată pentru prima dată în revista Convorbiri literare la data de 1 decembrie 1875.
Povestea este culeasă din folclorul european și bazată pe basmul Fraților Grimm Lupul și cei șapte iezi, publicat ca parte dintr-o serie de basme în 1812-1815.
Povestea ilustrează drama unei mame a căror copii au fost prăpădiți de un lup, primit în casă de cei mai mari și mai neascultători dintre copii. Singurul ied  care a supraviețuit este cel mai tânăr și cel mai ascultător, care apoi o ajută pe mama să-și planifice răzbunarea asupra prădătorului, ducând la un deznodământ în care lupul este păcălit, ars de viu și ucis cu pietre.
Inclusă în abecedare, povestea lui Creangă s-a menținut ca una dintre cele mai cunoscute lucrări din literatura română pentru copii. Capra cu trei iezi a fost și subiectul mai multor adaptări de operă, teatru și film, atât în România, cât și în Republica Moldova.

## Comentarii literare
„Analizînd Capra cu trei iezi, descoperim procedeele lui La Fontaine. Animalele sînt văzute omenește. Observația e secundară, fiindcă atît cît vorbește capra ca mamă nu e de ajuns, cu tot pitorescul, spre a crea o dramă a maternității. Avem înainte-ne o comedie în care tot meșteșugul este sublinierea analogiei dintre lumea animală și cea umană. Animalele sînt niște simboluri-caricaturi, niște „maschere". Capra cea cu multe ugere și cu glas behăitor este o caricatură oferită chiar de natură a mamei, iar lupul cu ochi turburi și dinți ascuțiți este simbolizarea omului fără scruprul. Ca simplă transcriere a limbajului unei țărănci supărate, văităturile caprei sînt de oarecare coloare, ca manifestare a unui animal ele sînt bufone. Behăitura caprei răsună laolaltă cu jelania țărăncii, dînd un spectacol caricatural:

«– Ei las', că l-oiu învăța eu! Dacă mă vede că-s o văduvă sărmană și c-o casă de copii, apoi trebuie să-și bată joc de casa mea? Și pe voi să vă puie la pastramă? Nici o faptă fără plată... Ticălosul și mangositul! Încă se rânjea la mine câteodată și-mi făcea cu măseaua... Apoi doar eu nu-s de-acelea de care crede el: n-am sărit peste garduri niciodată de când sunt. Ei, taci, cumătre, că te-oiu dobzăla eu! Cu mine ți-ai pus boii în plug? Apoi, ține minte că ai să-i scoți fără coarne!
– Of, mămucă, of! Mai bine taci și lasă-l în plata lui Dumnezeu! Că știi că este o vorbă: “Nici pe dracul să-l vezi, da' nici cruce să-ți faci!”
– Ba nu, dragul mamei! “Că până la Dumnezeu, sfinții îți ieu sufletul.” Ș-apoi ține tu minte, copile, ce-ți spun eu: că de i-a mai da lui nasul să mai miroase p-aici, apoi las'!...»

Capra a devenit o mască de comedie figurînd femeia vorbăreață și văietăreață. Mijlocul de caracterizare este desfășurarea dramatică. În narațiune, Creangă joacă pe rînd toate personagiile, căci poveștile sînt aproape în totalitatea lor vorbite. Mai niciodată scriitorul nu se pierde in descripții.”—George Călinescu

## Film
În 1968 povestea a fost transpusă într-un scurtmetraj de animație realizat de Anton Mater.
În 2019 scurtmetrajul Capra cu trei iezi, în regia lui Victor Canache, avându-i ca protagoniști pe Maia Morgenstern și Marius Bodochi, își are premiera în cadrul Festivalului internațional de film Transilvania. Ulterior, Canache, Morgenstern și Bodochi au luat parte și la un lung-metraj cu același nume carea a apărut în 2022.